# Herrarnas stafett vid världsmästerskapen i skidskytte 2015
Herrarnas stafett vid skidskytte‐VM 2015 avgjordes lördagen den 14 mars 2015 med start klockan 17:30 (EET) i Kontiolax i Finland. Distansen som kördes var 4 x 7,5 kilometer.
Detta var tredje och sista stafetten under mästerskapet och vanns av Tyskland.

## Tidigare världsmästare i stafett
| År   | Ort                  | Mästare         |
| ---- | -------------------- | --------------- |
| 2007 | Antholz              | Ryssland        |
| 2008 | Östersund            | Ryssland        |
| 2009 | Pyeongchang          | Norge           |
| 2010 | Chanty-Mansijsk      | Tävlades inte i |
| 2011 | Chanty-Mansijsk      | Norge           |
| 2012 | Ruhpolding           | Norge           |
| 2013 | Nové Město na Moravě | Norge           |

## Resultat
Totalt 27 nationer deltog i tävlingen.
| Placering | Land           | Namn                                                                         | Tid       | Straffrundor + extraskott | Straffrundor + extraskott                       | Straffrundor + extraskott |
| Placering | Land           | Namn                                                                         | Tid       | Totalt                    | Individuellt (Ligg – Stå)                       |                           |
| --------- | -------------- | ---------------------------------------------------------------------------- | --------- | ------------------------- | ----------------------------------------------- | ------------------------- |
| 1         | Tyskland       | Erik Lesser Daniel Böhm Arnd Peiffer Simon Schempp                           | 1.13.49,5 | 0 + 3                     | 0 + 0 0 + 0 0 + 0 0 + 2 0 + 0 0 + 0 0 + 0 0 + 1 |                           |
| 2         | Norge          | Ole Einar Bjørndalen Tarjei Bø Johannes Thingnes Bø Emil Hegle Svendsen      | 1.14.04,9 | 0 + 6                     | 0 + 0 0 + 0 0 + 0 0 + 3 0 + 0 0 + 2 0 + 0 0 + 1 |                           |
| 3         | Frankrike      | Simon Fourcade Jean-Guillaume Béatrix Quentin Fillon Maillet Martin Fourcade | 1.14.23,1 | 0 + 4                     | 0 + 0 0 + 0 0 + 1 0 + 1 0 + 1 0 + 0             |                           |
| 4         | Ryssland       | Jevgenij Garanitjev Aleksej Volkov Dmitrij Malysjko Anton Sjipulin           | 1.14.39,2 | 1 + 6                     | 1 + 3 0 + 0 0 + 2 0 + 0 0 + 0 0 + 0 0 + 1 0 + 0 |                           |
| 5         | Österrike      | Daniel Mesotitsch Sven Grossegger Simon Eder Dominik Landertinger            | 1.14.44,3 | 1 + 4                     | 0 + 0 1 + 3 0 + 0 0 + 0 0 + 0 0 + 1 0 + 0 0 + 0 |                           |
| 6         | Tjeckien       | Michal Krčmář Jaroslav Soukup Michal Šlesingr Ondřej Moravec                 | 1.14.44,6 | 0 + 6                     | 0 + 0 0 + 0 0 + 1 0 + 0 0 + 0 0 + 2 0 + 3 0 + 0 |                           |
| 7         | Schweiz        | Mario Dolder Benjamin Weger Serafin Wiestner Ivan Joller                     | 1.15.38,3 | 0 + 7                     | 0 + 0 0 + 3 0 + 0 0 + 0 0 + 0 0 + 2 0 + 1 0 + 1 |                           |
| 8         | Slovenien      | Janez Marič Klemen Bauer Jakov Fak Rok Tršan                                 | 1.15.38,7 | 0 + 6                     | 0 + 0 0 + 1 0 + 2 0 + 1 0 + 0 0 + 0 0 + 2 0 + 0 |                           |
| 9         | Ukraina        | Dmytro Pidruchnyi Artem Pryma Oleksandr Zhyrnyi Serhij Semenov               | 1.16.21,0 | 0 + 3                     | 0 + 0 0 + 1 0 + 0 0 + 0 0 + 1 0 + 0             |                           |
| 10        | Belarus        | Vladimir Chepelin Dmitrij Dyuzjev Dzmitrij Abasjeu Jurji Ljadov              | 1.16.24,2 | 0 + 11                    | 0 + 3 0 + 1 0 + 2 0 + 1 0 + 1 0 + 0 0 + 0 0 + 3 |                           |
| 11        | Slovakien      | Tomáš Hasilla Matej Kazár Miroslav Matiaško Martin Otčenáš                   | 1.46.46,5 | 0 + 8                     | 0 + 1 0 + 1 0 + 0 0 + 1 0 + 0 0 + 2 0 + 1 0 + 2 |                           |
| 12        | Italien        | Christian De Lorenzi Lukas Hofer Thomas Bormolini Dominik Windisch           | 1.16.52,7 | 1 + 9                     | 0 + 0 0 + 3 0 + 1 0 + 0 1 + 3 0 + 0 0 + 0 0 + 2 |                           |
| 13        | Finland        | Jarkko Kauppinen Ahti Toivanen Olli Hiidensalo Tuomas Grönman                | 1.17.18,6 | 0 + 7                     | 0 + 0 0 + 1 0 + 1 0 + 1 0 + 1 0 + 0 0 + 2 0 + 1 |                           |
| 14        | USA            | Lowell Bailey Leif Nordgren Tim Burke Sean Doherty                           | 1.17.21,1 | 2 + 11                    | 0 + 0 0 + 2 0 + 1 0 + 1 0 + 1 2 + 3 0 + 3 0 + 0 |                           |
| 15        | Estland        | Kauri Kõiv Kalev Ermits Rene Zahkna Roland Lessing                           | 1.17.22,0 | 0 + 7                     | 0 + 0 0 + 1 0 + 0 0 + 2 0 + 2 0 + 1 0 + 0 0 + 1 |                           |
| 16        | Bulgarien      | Krasimir Anev Ivan Zlatev Vladimir Iliev Dimitar Gerdzhikov                  | 1.17.29,5 | 1 + 12                    | 0 + 2 0 + 0 0 + 2 0 + 1 0 + 0 0 + 2 1 + 3 0 + 3 |                           |
| 17        | Kazakstan      | Yan Savitskiy Anton Pantov Maxim Braun Vassiliy Podkorytrov                  | 1.17.55,7 | 0 + 3                     | 0 + 0 0 + 1 0 + 0 0 + 0 0 + 0 0 + 1             |                           |
| 18        | Sverige        | Tobias Arwidson Peppe Femling Christofer Eriksson Ted Armgren                | 1.18.12,0 | 2 + 6                     | 0 + 2 0 + 0 0 + 1 0 + 0 0 + 0 2 + 3 0 + 0 0 + 0 |                           |
| 19        | Kanada         | Christian Gow Nathan Smith Scott Gow Brendan Green                           | 1.18.52,9 | 2 + 9                     | 0 + 2 0 + 1 0 + 0 0 + 0 2 + 3 0 + 2 0 + 0 0 + 1 |                           |
| 20        | Polen          | Mateusz Janik Łukasz Szczurek Grzegorz Guzik Krzysztof Pływaczyk             | LAP       | 1 + 10                    | 0 + 1 0 + 3 0 + 0 0 + 1 1 + 3 0 + 1 0 + 1 0 + 0 |                           |
| 21        | Japan          | Kazuya Inomata Tsukasa Kobonoki Mikito Tachizaki Ryo Maeda                   | LAP       | 0 + 15                    | 0 + 2 0 + 3 0 + 1 0 + 2 0 + 2 0 + 1 0 + 1 0 + 3 |                           |
| 22        | Rumänien       | George Buta Remus Faur Marian Marcel Dănilă Cornel Puchianu                  | LAP       | 4 + 12                    | 0 + 0 0 + 1 0 + 3 0 + 0 0 + 1 1 + 3 0 + 1 3 + 3 |                           |
| 23        | Litauen        | Tomas Kaukėnas Karol Dombrovski Vytautas Strolia Rokas Suslavičius           | LAP       | 2 + 15                    | 0 + 1 0 + 3 0 + 0 0 + 2 1 + 3 1 + 3 0 + 0 0 + 3 |                           |
| 24        | Storbritannien | Lee-Steve Jackson Scott Dixon Kevin Kane Marcel Laponder                     | LAP       | 0 + 10                    | 0 + 0 0 + 3 0 + 1 0 + 1 0 + 0 0 + 2 0 + 2 0 + 1 |                           |
| 25        | Sydkorea       | Jun Je-uk Kim Jong-min Kim Yong-gyu Lee Su-young                             | LAP       | 2 + 16                    | 0 + 2 0 + 0 0 + 1 0 + 2 0 + 2 0 + 3 1 + 3 1 + 3 |                           |
| 26        | Lettland       | Rolands Pužulis Toms Praulītis Roberts Slotiņš Aleksandrs Patrijuks          | LAP       | 4 + 13                    | 0 + 0 1 + 3 0 + 1 3 + 3 0 + 2 0 + 0 0 + 2 0 + 2 |                           |
| 27        | Serbien        | Damir Rastić Edin Hodžić Dejan Krsmanović Ajlan Rastić                       | LAP       | 4 + 17                    | 1 + 3 0 + 1 0 + 1 0 + 3 3 + 3 0 + 3 0 + 3       |                           |

- LAP=Varvade